# Michael Müller
Michael Müller (n. 9 decembrie 1964, Berlinul Occidental, Germania sub ocupație aliată) este un politician german, membru SPD. Din 2014 până în 2021 a fost primar al Berlinului.